# Vetenskapsåret 1996

## Händelser

### Allmänt
- 23 maj - Göran Kropp blir första svensk att bestiga Mount Everest utan syrgas, och totalt fjärde svensk att nå bergets topp. Dit tog han cykeln.[1]
- 29 november - Görel Thurdin, vice talman i Sveriges riksdag, mottar av Lantmäteriets generaldirektör Gunilla Olofsson den nya Nationalatlas som Sveriges riksdag beställde 1987.[1]

### Arkeologi
- 2 februari - Forskarna Anders Kaliff och Richard Holmgren från Linköping påstår sig vara säkra att ha hittat lämningar efter de bibliska städerna Sodom och Gomorra på berget El Lisan vid Döda havets östra sida i Jordanien.[1]
- 4 februari - Nepals premiärminister Sher Bahadur Desuba uppger att arkeologer med säkerhet hittat det rum där Buddha föddes.[1]
- 2 april - Genforskare förklarar att de med säkerhet hittat skelett efter tsar Nikolaj II av Ryssland och hans familj, vilka dödades i Jekaterinburg under Ryska revolutionen 1917.[1]
- 14 maj - Delar av Karl XI:s krigskassa, som rövades bort vid en kupp vid Loshult i Skåne 1676, påträffas utanför Älmhult.[1]
- Okänt datum - Arkeologiska utgrävningar vid Uppåkra, Sverige inleds [2].

### Astronomiochrymdfart
- 7 augusti - NASA uppger att forskarna funnit spår av liv på planeten Mars, minst 3,5 miljoner år gamla förstenade mikrober.[1]
- 12 oktober - En partiell solförmörkelse är den mest omfattande i Europa på 35 år.[1]
- 14 oktober - Freja, svensk satellit för rymdfysik, dör slutligen efter att ha fungerat fyra gånger så länge som den byggts för.
- 16-17 november - En rysk rymdraket misslyckas med att skjuta iväg en rymdsond mot Mars.[1]
- 4 december - USA skjuter ut den obemannade rymdsonden Mars Pathfinder med planeten Mars som mål.

### Fysik
- 27 januari - Frankrike genomför det första i en serie underjordiska provsprängningar vid Moruroaatollen.[1]
- 16 mars - Ett 72-sidigt signerat dokument där Albert Einstein presenterade relativitetsteorin skall ha sålts på aktion i New York.[1]
- 26 april - 10-årsminnet av Tjernobylolyckan uppmärksammas.[1]
- 4 juni - Bärraketen Ariane 5 exploderar vid uppskjutningen i Kourou.[1]
- 8 juni - Kina genomför ett underjordiskt kärnvapenprov i Lop Nor.[1]
- 29 juli - Kina genomför sitt 45:e kärnvapenprov i Lop Nor-området.[1]

### Medicin
- Mars - Cochranebiblioteket lanseras. [3]

## Pristagare
- Copleymedaljen: Alan Cottrell
- Darwinmedaljen: John Sulston
- Davymedaljen: Geoffrey Wilkinson
- Göran Gustafssonpriset:
  - Molekylär biologi: Dan Hultmark
  - Fysik: Mats Larsson
  - Kemi: Malcom Levitt
  - Matematik: Anders Björner
  - Medicin: Roland S. Johansson
- Ingenjörsvetenskapsakademien utdelar Stora guldmedaljen till Erik Dahmén
- Nobelpriset: [4]
  - Fysik: David M. Lee, Douglas D. Osheroff, Robert C. Richardson
  - Kemi: Robert Curl, Harold Kroto, Richard Smalley
  - Fysiologi/Medicin: Peter C. Doherty, Rolf M. Zinkernagel
- Steelepriset: Daniel Stroock, Srinivasa Varadhan, Bruce Berndt, William Fulton och Goro Shimura
- Turingpriset: Amir Pnueli
- Wollastonmedaljen: Nicholas John Shackleton [5]

## Födda
- 23 augusti - Tre leopardungar på Parken Zoo i Eskilstuna, de första leopardungarna som fötts och överlevt i Sverige.

## Avlidna
- 6 juni – George D. Snell, amerikansk immunolog, nobelpristagare.
- 1 augusti – Tadeus Reichstein, schweizisk nobelpristagare.
- 26 september – Geoffrey Wilkinson, brittisk kemist, nobelpristagare.
- 21 november – Abdus Salam, pakistansk fysiker, nobelpristagare.
- 2 december – Jan Waldenström, 90, svensk läkare och professor.[1]
- 9 december – Mary Leakey, 83, brittisk paleoantropolog.[1]
- 12 december – Rolf Blomberg, svensk forskningsresare, författare och filmare.[1]
- 20 december – Carl Sagan, 62, amerikansk författare och astronom.[1]
- Okänt datum – Nevill F. Mott, brittisk fysiker, nobelpristagare.

### Fotnoter
1. 1 2 3 4 5 6 7 8 9 10 11 12 13 14 15 16 17 18 19   Horisont 1996. Bertmarks
2. ↑  När Var Hur 2000, DN
3. ↑  ”About the Cochrane Library”. The Cochrane Library. Arkiverad från originalet den 5 januari 2011. https://web.archive.org/web/20110105124021/http://www.thecochranelibrary.com/view/0/AboutTheCochraneLibrary.html#ABOUT. Läst 25 januari 2011.
4. ↑  ”Nobelpriset”. http://nobelprize.org/nobel_prizes/lists/all/index.html. Läst 10 april 2011.
5. ↑  ”Geological Society”. Arkiverad från originalet den 5 juni 2011. https://web.archive.org/web/20110605102217/http://www.geolsoc.org.uk/gsl/society/history/page750.html. Läst 14 april 2011.